# Schweizer Eishockeynationalmannschaft der Frauen
Die Schweizer Eishockeynationalmannschaft der Frauen ist die nationale Fraueneishockey-Auswahlmannschaft der Schweiz, die vom Schweizer Eishockeyverband betreut wird.
Nach der Weltmeisterschaft 2023 rangiert die Schweiz auf Platz 3 in der IIHF-Rangliste. Insgesamt spielen 2206 Schweizerinnen Eishockey (Stand: 2023). Cheftrainer des Nationalteams ist seit 2019 Colin Muller. 

## Geschichte
1986 wurde in der Schweiz die „Swiss-Selection“ gegründet, ein nationales Auswahlteam der besten Spielerinnen des Landes, das im April 1987 am ersten inoffiziellen „World-Tournament“ in Toronto teilnahm. Aus dieser Mannschaft entstand die Schweizer Nationalmannschaft der Frauen. Bei der ersten offiziellen Weltmeisterschaft 1990 in Kanada erreichte diese hinter Kanada, den Vereinigten Staaten, Finnland und Schweden den fünften Rang. Die beste Platzierungen erreichte sie jeweils mit dem dritten Platz bei der Europameisterschaft 1995 und an der Weltmeisterschaft 2012.
Während die Nationalauswahl die Qualifikation für die Olympischen Spiele 2002 in Salt Lake City noch knapp verpasste – beim Qualifikationsturnier in Engelberg wurde ihr ein 2:2 gegen Japan zum Verhängnis – qualifizierten sich die Schweizerinnen vier Jahre später für die Olympischen Winterspiele 2006. Das Qualifikationsturnier fand in Peking statt und das Schweizer Team sicherte sich mit einem knappen 3:2-Sieg über China einen Startplatz für das olympische Eishockeyturnier. Beim olympischen Turnier 2006 belegten die Schweizerinnen den siebten Platz.

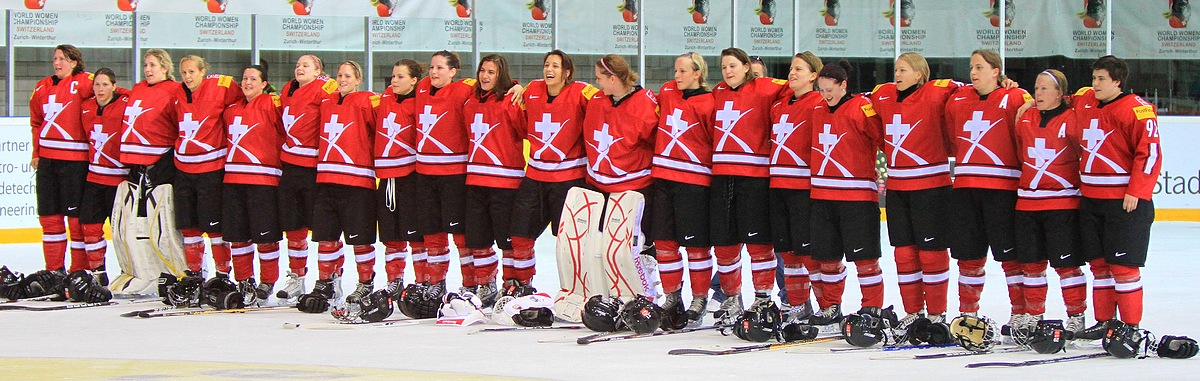
Nationalteam bei der Weltmeisterschaft 2011

Mit einem sehr jungen Team, das ein Durchschnittsalter von knapp 22 Jahren aufwies, erreichten die Schweizerinnen den fünften Platz bei den Olympischen Winterspielen 2010. Diesen sicherte sich das Team durch ein 2:1 nach Penaltyschiessen gegen Russland. Überragend war dabei neben Mittelstürmerin Stefanie Marty, der das neunte Turniertor gelang, insbesondere Torhüterin Florence Schelling.

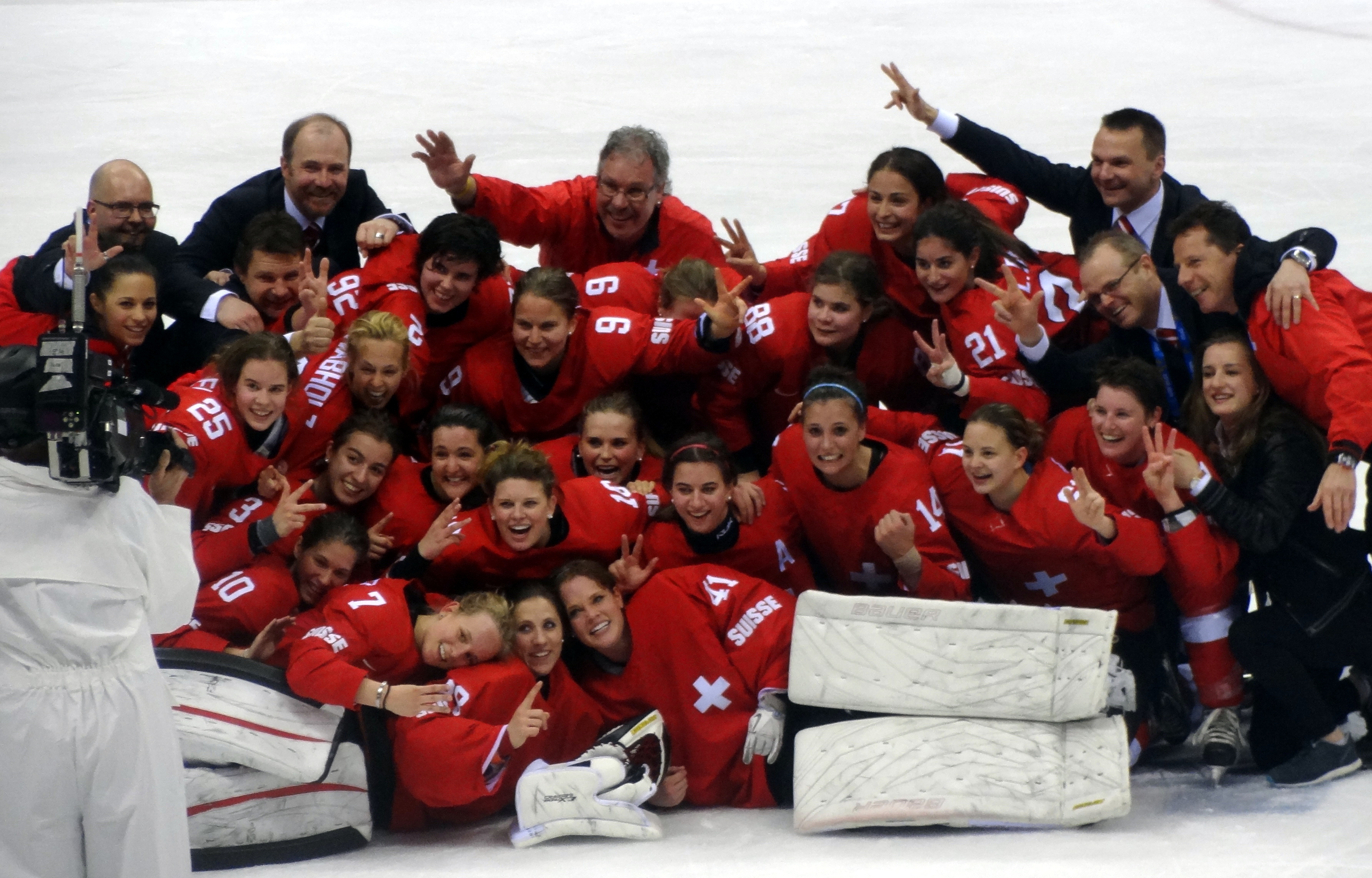
Gewinn der Bronzemedaille bei den Olympischen Winterspielen 2014

Den bis dahin grössten Erfolg erreichte die Frauen-Auswahl 2012 an der Weltmeisterschaft im US-amerikanischen Burlington, als sie überraschenderweise die Bronzemedaille gewann. Goalie Florence Schelling hatte erneute grossen Anteil am Erfolg der Mannschaft und wurde als einzige Europäerin ins All-Star-Team des Turniers gewählt. Zwei Jahre später, bei den Olympischen Winterspielen 2014 in Sotschi, gewann das Nationalteam die Bronzemedaille und damit die erste Medaille bei Olympischen Spielen überhaupt.
Im Dezember 2015 übernahm Daniela Diaz das Amt der Cheftrainerin des Nationalteams. Im Juli 2019 wurde Colin Muller neuer Cheftrainer der „Frauennati“.

## Nationaltrainer
- Colin Muller (seit 2019)
- Daniela Diaz (2015–2019)
- Gian-Marco Crameri (2014–2015)
- Daniel Meier, René Kammerer  (2012–2014)
- René Kammerer, Daniel Hüni, Michael Fischer (2004–2012)
- Diane Michaud, René Kammerer   (2001–2004)
- François Ceretti, Diane Michaud  (2000–2001)
- Peter Perram, Diane Michaud (1999–2000)
- Edi Grubauer, Claudio Boschetti, Peter Perram  (1998–1999)
- Nick Heim, Edi Grubauer, Claudio Boschetti (1997–1998)
- France Montour, Claudio Boschetti (1996–1997)
- François Ceretti, France Montour, Claudio Boschetti (1994–1996)
- François Ceretti, Kim Urech, Claudio Boschetti (1992–194)
- Roger Maier, Hansruedi Herren (1991–1992)
- Hansjörg Egli, Hansruedi Herren (1989–1991)
- Roger Maier, Ferdinand Schumacher (1986–1989)

## Bekannte ehemalige Spielerinnen
- Laura Ruhnke

## Platzierungen

### Europameisterschaften
- 1989 – 5. Platz
- 1991 – 5. Platz
- 1993 – 5. Platz
- 1995 – Bronzemedaille
- 1996 – 5. Platz

### Weltmeisterschaften
- 1990 – 5. Platz
- 1992 – 8. Platz
- 1994 – 7. Platz
- 1997 – 7. Platz
- 1999 – 8. Platz
- 2000 – 2. Platz Division I
- 2001 – 1. Platz Division I
- 2004 – 8. Platz
- 2005 – 1. Platz Division I
- 2007 – 5. Platz
- 2008 – 4. Platz
- 2009 – 7. Platz
- 2011 – 6. Platz
- 2012 – 3. Platz, Bronzemedaille
- 2013 – 6. Platz
- 2015 – 6. Platz
- 2016 – 7. Platz
- 2017 – 7. Platz
- 2019 – 5. Platz
- 2020 – nicht ausgetragen
- 2021 – 4. Platz
- 2022 – 4. Platz
- 2023 – 4. Platz
- 2024 – 5. Platz
- 2025 – 5. Platz

### Olympia
- 1998 – Nicht qualifiziert
- 2002 – Nicht qualifiziert
- 2006 – 7. Platz
- 2010 – 5. Platz
- 2014 – Bronzemedaille
- 2018 – 5. Platz
- 2022 – 4. Platz